# Louville-la-Chenard
Louville-la-Chenard är en kommun i departementet Eure-et-Loir i regionen Centre-Val de Loire strax norr om centrala Frankrike. Kommunen ligger i kantonen Voves som tillhör arrondissementet Chartres. År 2022 hade Louville-la-Chenard 247 invånare.

## Befolkningsutveckling
Antalet invånare i kommunen Louville-la-Chenard
Referens:INSEE